# Chalastra
Chalastra (griechisch Χαλάστρα (f. sg.)) ist eine Kleinstadt am westlichen Rand der Metropolregion Thessaloniki in der griechischen Region Zentralmakedonien. Bis 2010 war sie eine Gemeinde in der Präfektur Thessaloniki in der Verwaltungsregion Zentralmakedonien. 2010 ging Chalastra zusammen mit den Nachbargemeinden Axios und Echedoros in der neu geschaffenen Gemeinde Delta auf, in der es seither einen Gemeindebezirk bildet. Dieser besteht aus den Ortschaften Chalastra mit 7262 und Anatoliko mit rund 2590 Einwohnern.
Chalastra liegt im Norden des Thermaischen Golfes in unmittelbarer Nähe der Mündung des Flusses Axios in die Ägäis. Der Axios verläuft westlich von Chalastra von Norden her kommend nach Süden.
Unter dem Namen Kouloukia (gr. Κουλουκιά) wurde der Ort 1918 als Landgemeinde (kinotita) etabliert. 1926 erfolgte die Umbenennung in Chalastra nach einer in der Antike rechts der Axios-Mündung verorteten Stadt. 1955 erfolgte erneut eine Umbenennung in Pyrgos (gr. Πύργος ‚Turm‘), was 1980 zurückgenommen wurde, als die Stadt den Status einer Stadtgemeinde (dimos) erlangte. 1997 wurde das benachbarte Anatoliko eingemeindet. So besteht der heutige Gemeindebezirk aus den Ortschaften Chalastra und Anatoliko.
Der Gemeindebezirk Chalastra liegt mit seinen beiden Orten in der zentralmakedonischen Küstenebene, welche durch die Flussmündungen der Flüsse Axios, Loudias, Gallikos und Aliakmonas bestimmt wird. Dementsprechend ist die Landschaft eben und weist keine Erhebungen auf. Aufgrund des reichlichen Angebotes an Süßwasser war und ist die Landwirtschaft der bestimmende Wirtschaftsfaktor des Gebiets.
Parallel zum Fluss Axios verläuft von Norden nach Süden die Autobahn 1 von Evzoni über Katerini nach Athen (zugleich Europastraße 75). Im Süden von Chalastra verläuft von Südwest nach Nordost die Autobahn 2 (Europastraße 90) von Veria über Thessaloniki nach Kavala. Das Autobahndreieck Axios der Autobahn 1 und 2 befindet sich in der Nähe von Chalastra.